# Tryblis
Tryblis — рід грибів родини Odontotremataceae. Назва вперше опублікована 1931 року.

## Класифікація
До роду Tryblis відносять 2 види:
- Tryblis arnoldii
- Tryblis signata